# Копаткевичи
Копаткевичи (бел. Капаткевічы) — городской посёлок в Петриковском районе Гомельской области Республики Беларусь. Административный центр Копаткевичского сельсовета.
Численность населения — 2 705 человек (на 1 января 2025 года).
Поблизости расположено месторождение железняка.

## География

### Расположение
В 35 км на северо-восток от Петрикова, 18 км от железнодорожной станции Птичь (на линии Лунинец — Калинковичи), 179 км от Гомеля.

### Гидрография
На реке Птичь (приток реки Припять).

## Транспортная сеть
Автодороги связывают городской посёлок с деревнями Комаровичи и Птичь. Планировка состоит из 3 прямолинейных, почти параллельных между собой улиц, ориентированных с юго-запада на северо-восток и соединённых короткими улицами. К ним с запада присоединяются 2 прямолинейные широтной ориентации улицы. Застройка преимущественно деревянная усадебного типа.

## Геральдика
Герб и флаг утверждены решением Копаткевичского поселкового Совета депутатов от 22 июня 2001 года № 31. Зарегистрированы в Гербовом матрикуле 21 сентября 2001 года № 68.

## История

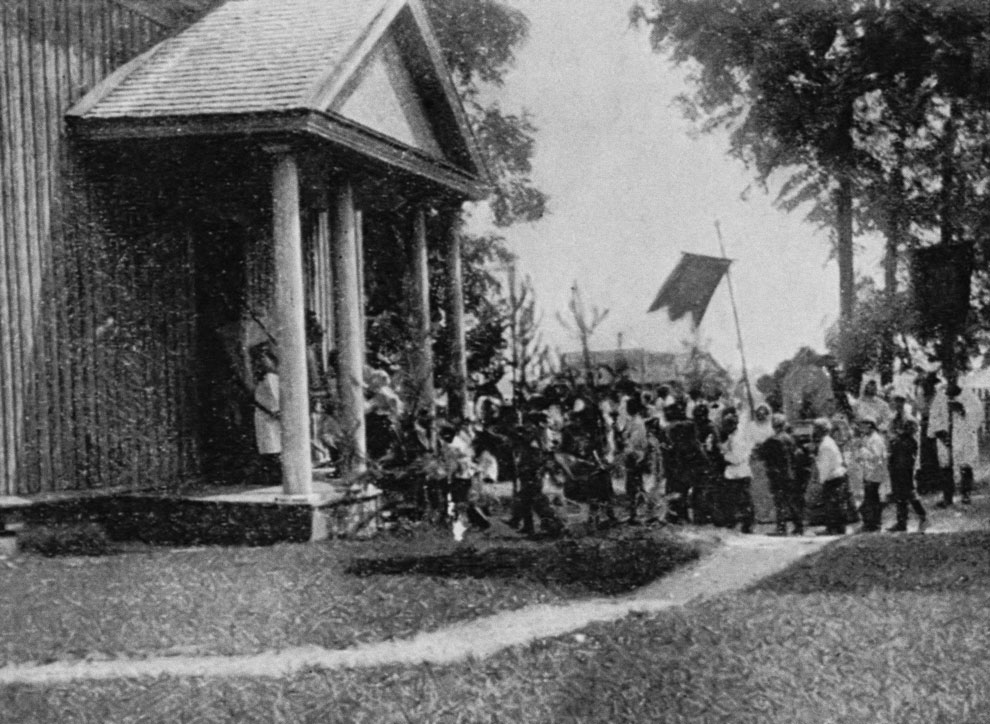
Костёл XVIII века, разрушен в 1935 году советскими властями

Обнаруженные археологами могильник (17 насыпей в 1 км на юг от поселка) и могильник (15 насыпей, в 2 км на запад от поселка) свидетельствуют о заселении этих мест с давних времён. По письменным источникам известна с XVI века как деревня Копатковичи в Мозырском повете Минского воеводства Великого княжества Литовского. Упоминается  в 1552 году в "Акте прописи города Мозыря в староство ЯП Нарбута воеводы подляшского" (НИАБ ф. 1728 оп. 1 д. 19 лл . 413- 428 об). На карте 1560 года деревенские земли отнесены к великокняжеским. В 1568 году по материалам метрики короля Сигизмунда II Августа 16 служб предано во владение Д. С. Руцкому. Позже принадлежала Еленским. Под 1693 год упоминается Покровская церковь.
После 2-го раздела Речи Посполитой (1793 год) в составе Российской империи. В 1795 году местечко. В тот же год начал действовать деревянный костел Св. Августина. Рядом с таким же названием находилась деревня. В 1796 году построен костёл, в конце XIX века — молельня и синагога. В 1816 году центр поместья, во владении помещика П. И. Еленского. В 1864 году открыто народное училище. Обозначена на карте 1866 года, которая использовалась Западной мелиоративной экспедицией, работавшей в этих местах в 1890-е годы. Генерал Цылов владел здесь в 1860-х годах 1862 десятинами земли, водяной мельницей, 3 трактирами и паромной переправой через реку Птичь. Местечко было центром Копаткевичской волости Мозырского уезда Минской губернии, в которую в 1885 году входили 18 селений с 705 дворами. Описывая поселения Белорусского Полесья, А. Г. Киркор в издании «Живописная Россия» отметил «довольно значительную» ежегодную ярмарку, который проводилась 1 сентября. Согласно переписи 1897 года в местечке церковь, костёл, 2 еврейских молитвенных дома, народное училище, почтово-телеграфная контора, аптека, 13 магазинов, ветряная мельница, трактир. Рядом находились 2 деревни: Малые Копаткевичи и Старые Копаткевичи.
В 1918 году в местечке открыта прогимназия, преобразованная в 1922 году в 7-летнюю школу, и для неё выделили национализированное здание. Летом 1918 года во время немецкой оккупации (продолжалась до 2 декабря 1918 года), был создан партизанский отряд, который вёл активные боевые действия. В результате погрома 10 июня 1921 года погибли 118 жителей.
С 17 июля 1924 года до 8 июля 1931 года и с 12 февраля 1935 года до 25 декабря 1962 года центр Копаткевичского района. С 20 сентября 1924 года центр Копаткевичского сельсовета Копаткевичского, с 8 июля 1931 года Петриковского, с 12 февраля 1935 года Копаткевичского районов Мозырского (до 26 июля 1930 года и с 21 июня 1935 года по 20 февраля 1938 года) округа, с 20 февраля 1938 года Полесской, с 8 января 1954 года Гомельской областей.
Действовали сберегательное и 2 ремесленных товарищества (в 1926 — 59 человек). С начала 1930-х годов работали совхоз имени М. И. Калинина, колхозы «Красный Октябрь», и «Красное село», шорная, сапожная и портняжная мастерские, 3 кузницы, паровая мельница, хлебопекарня. С 27 сентября 1938 года городской посёлок.
Во время Великой Отечественной войны из бойцов Копаткевичского истребительного батальона 17 августа 1941 года был создан партизанский отряд. 17 января 1942 года партизанские отряды А. И. Далидовича и Ф. И. Павловского внезапным нападением разгромили Копаткевичский гарнизон, в бою были убиты 17 гитлеровцев, захвачено большое количество оружия и боеприпасов. С апреля 1942 года до января 1943 года действовала подпольная патриотическая группа. Оккупанты сожгли посёлок и убили 112 жителей. На фронтах и в партизанской борьбе погибли 287 жителей, память о них увековечивает стела, установленная в 1968 году по ул. Интернациональной. Освобождён 30 июня 1944 года армиями 1-го Белорусского фронта.
С 25 декабря 1962 года в Петриковском районе. В 1974 году к городскому посёлку присоединены деревни Великое Село и Восточная. Центр совхоза «Копаткевичи». В посёлке расположено 33 предприятия и организации. В 2 км от г. п. Копаткевичи, на территории детского реабилитационно-оздоровительного центра «Птичь» расположена скважина № 2 с минеральной водой «Копаткевичская». Расположены цех районного комбината строительных материалов, комбинат бытового обслуживания, рыбхоз «Тремля», специализированное отделение «Сельхозтехника», лесхоз, средняя и музыкальная школы, детские сад и ясли, Дом школьников, клуб, кинотеатр, 2 библиотеки, больница, отделение связи, дом-общежитие для престарелых, школа-общежитие. В Копаткевичской средней школе в 1988 году открыт историко-краеведческий музей. В 1987 году самодеятельному театру Копаткевичского Дома культуры присвоено звание народного.
В состав Копаткевичского поселкового Совета до 1981 года входил посёлок Октябрьский (известный до 1935 года под названием Дикое, не существует).
В 2005 году в г. п. Копаткевичи образован агрогородок.

## Население

### Численность
- 2025 год — 2 705 жителей[3]

### Динамика
- 1795 год — 55 дворов
- 1816 год — в местечке — 31 двор, в селе — 75 дворов
- 1858 год — 1062 жителя.
- 1897 год — в местечке 285 дворов, 2081 житель; в деревне 97 дворов, 644 жителя (согласно переписи)
- 1921 год — в местечке, селе и на соседних хуторах 712 хозяйств
- 1997 год — 4400 жителей
- 2004 год — 3900 жителей
- 2009 год — 3400 жителей (перепись населения)
- 2014 год — 3071 жителей
- 2015 год — 3048 жителей (по состоянию на 1 января 2015 года)[6]
- 2016 год — 2960 жителей (по состоянию на 1 января 2016 года)[7]
- 2019 год — 2971 жителей (на 01.01.2019)
- 2020 год — 2941 жителей (на 01.01.2020)
- 2021 год — 2866 жителей (на 01.01.2021)
- 2023 год — 2 807 жителей (на 01.01.2023)[8]
- 2025 год — 2 705 жителей[3]

### Рождаемость и смертность
В 2017 году в Копаткевичах родилось 27 и умерло 77 человек. Коэффициент рождаемости — 9,4 на 1000 человек (средний показатель по району — 11,6, по Гомельской области — 11,3, по Республике Беларусь — 10,8), коэффициент смертности — 26,8 на 1000 человек (средний показатель по району — 23, по Гомельской области — 13, по Республике Беларусь — 12,6).

## Религия
- В 1995 году восстановлен католический приход Святого Августина[10][11]. Приход действует совместно с Петриковским
- В Копаткевичах действует Приход храма Покрова Пресвятой Богородицы

## Культура
- Дом культуры
- Историко-краеведческий музей ГУО «Копаткевичская средняя школа» (1988 год).
- Экспозиция, посвящённая памяти героя-разминера П. А. Беляцкого, уроженца деревни Первая Слободка Петриковского района.
- Школьный музей «Геноцид белорусского народа в годы Великой Отечественной войны 1941-1945 года» (2025).

## Достопримечательность
- Костёл Святого Августина
- Церковь Покрова Святой Богородицы
- Аллея из туй (17.09.2022) ко Дню народного единства

### Памятник, скульптура
- Памятник В. И. Ленину
- Памятник землякам, погибшим в Великой Отечественной войне[12]
- Памятник на могиле жертв фашизма на окраине Копаткевич[12]
- Памятная доска в честь образования Копаткевичи — 1568 год
- Информационная доска в память уроженца Копаткевич В. И. Воеводы, который погиб исполняя воинский долг во время аварии на атомной подводной лодке Северного флота «К-27» в 1968 году. Установлена на ГУО «Копаткевичская средняя школа» (2021).
- Памятный знак (камень-валун) на территории средней школы.

### Утраченное наследие
- Костёл Святого Августина (XVIII в.)
- Церковь (XVII в.)
- Синагога (XIX в.)

## Галерея

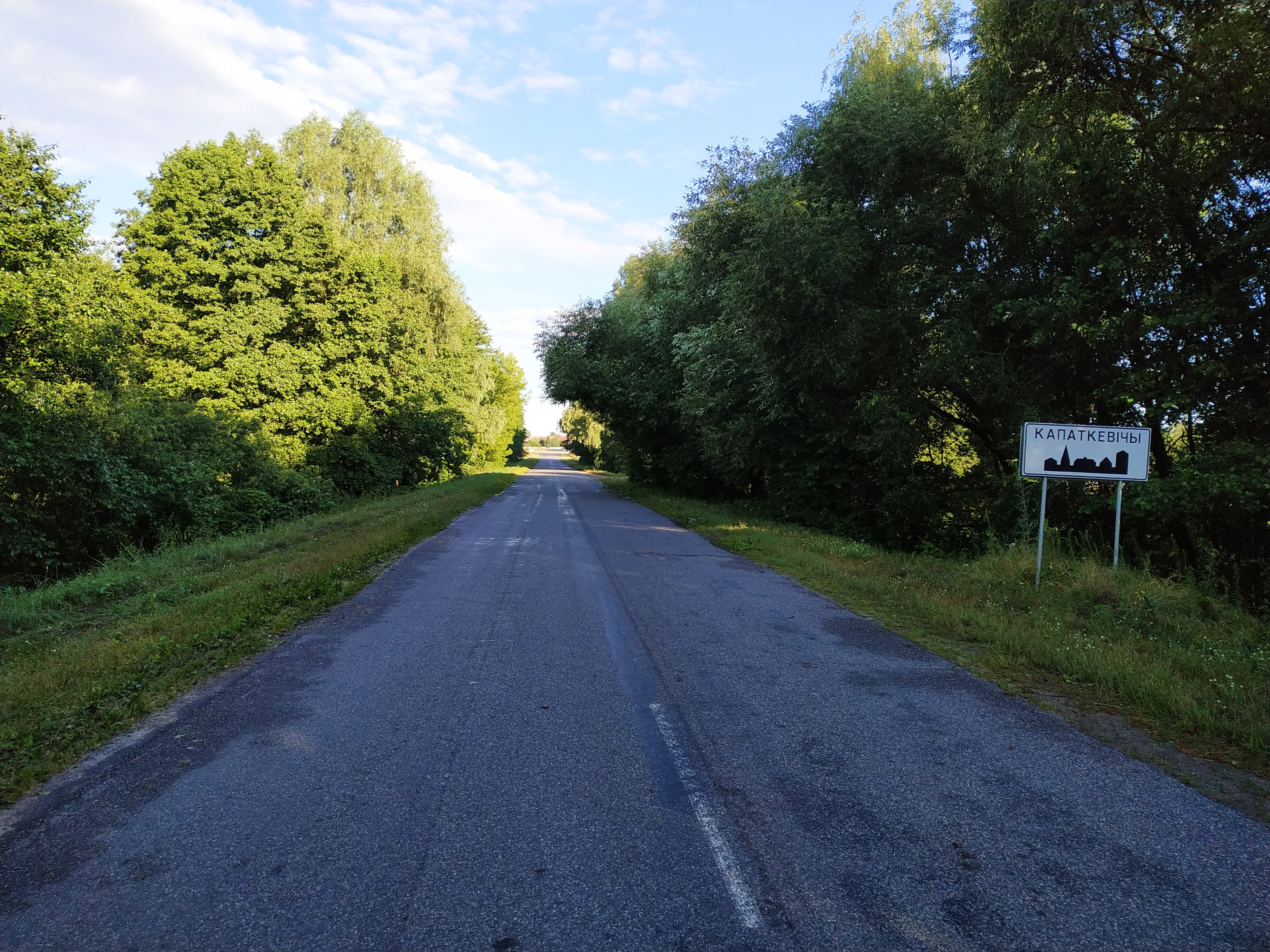
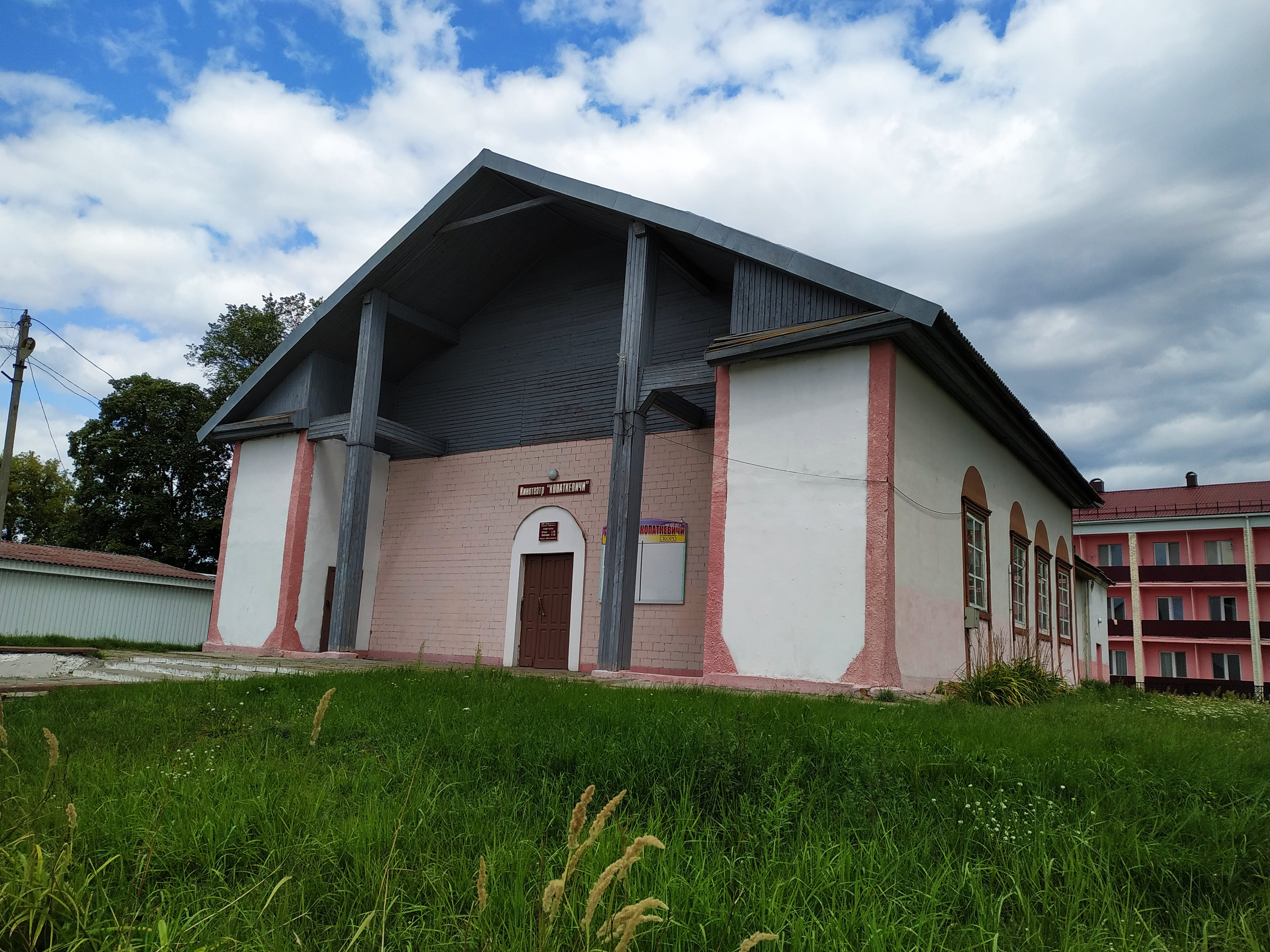
Здание кинотеатра
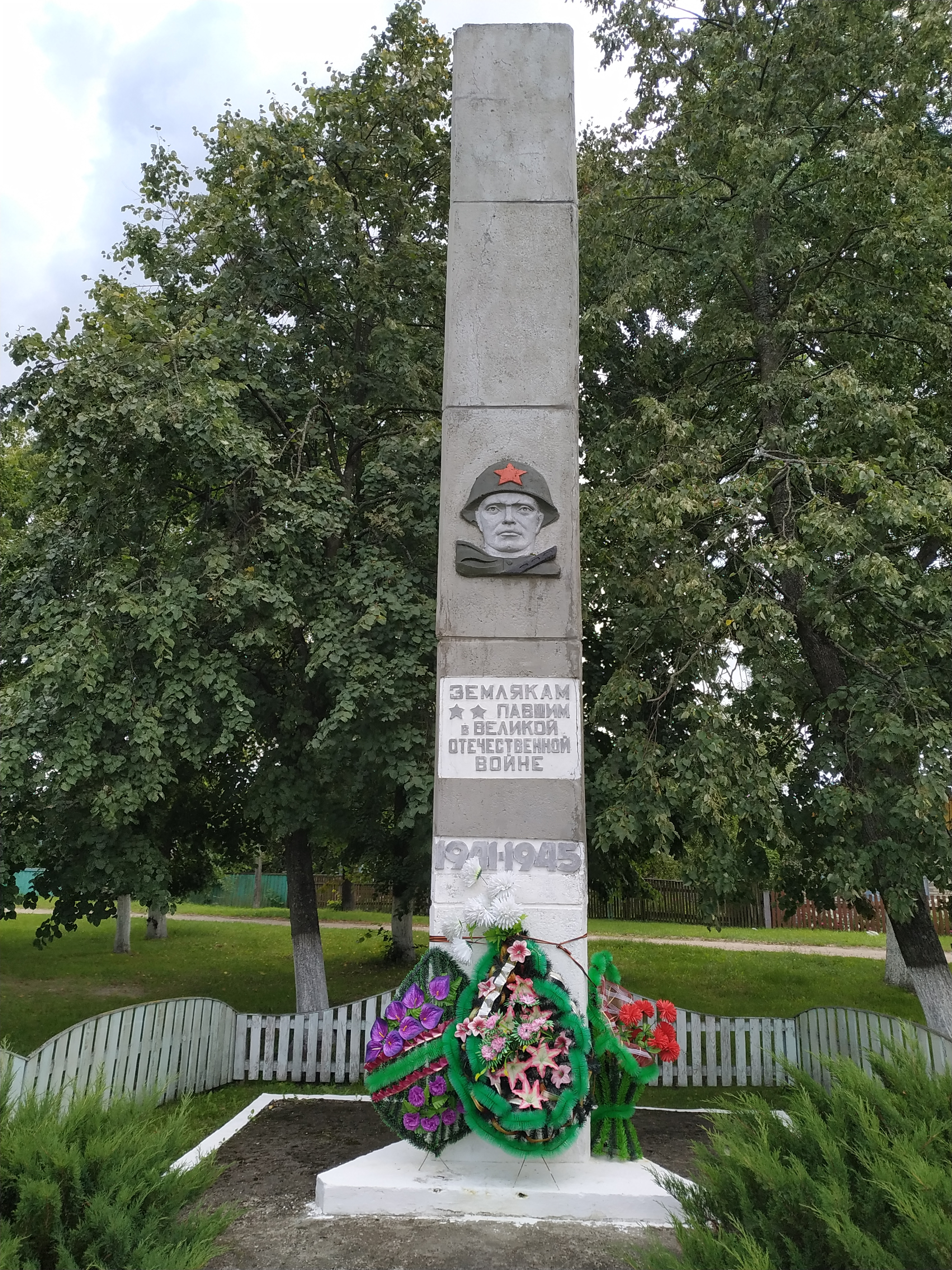
Памятник землякам, погибшим в Великой Отечественной войне
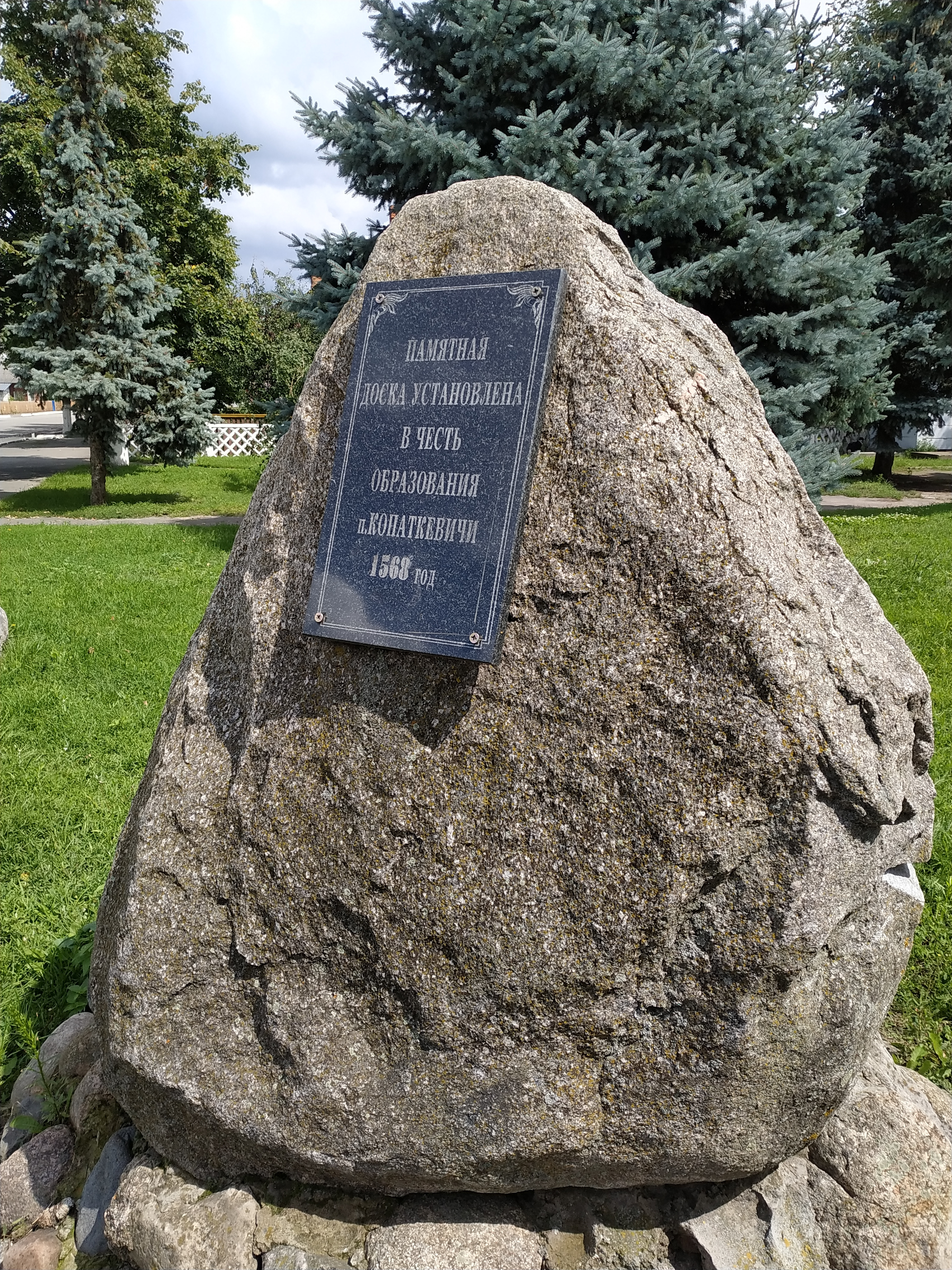
Памятная доска в честь образования Копаткевичи
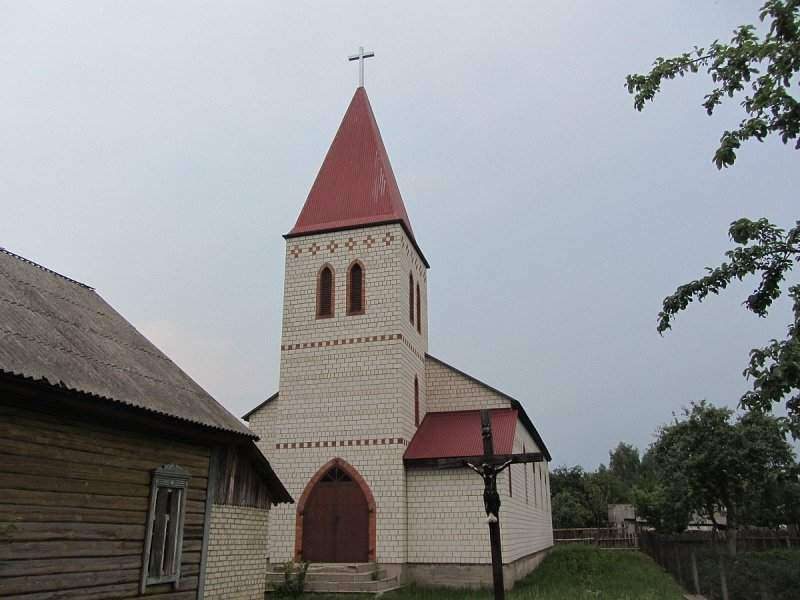
Костёл Святого Августина

## Известные уроженцы
- Глазман Барух (1893—1945) — еврейский прозаик[13]
- Михлин Ефим Григорьевич (1902—1968) — советский оториноларинголог[14]
- Тихиня, Валерий Гурьевич (1940) — советский и белорусский государственный и политический деятель, ученый-правовед. Член-корреспондент Национальной академии наук Республики Беларусь (1994), профессор (1987), доктор юридический наук (1985). Заслуженный юрист Республики Беларусь (1990).
- Цфасман, Аркадий Беньяминович (1936) — советский историк
- Эгенбург, Анисим Вульфович (Аркадий Владимирович) (1915—1996) — советский хозяйственный деятель, заслуженный строитель РСФСР (1965). Почётный гражданин г. Набережные Челны (1985)[15].
- Воевода Валентин Иванович — военнослужащий.